# Ustje
Ustje – miejscowość w Słowenii w gminie Ajdovščina.